# Carex meyenii
Espèce
Classification phylogénétique
Carex meyenii est une espèce des plantes du genre Carex et de la famille des Cyperaceae.